# Northern Sky
«Northern Sky» (рус.  «Северное небо») — песня Ника Дрейка со второго студийного альбома музыканта Bryter Layter, вышедшего в 1970 году.

## История записи
Приходя на сессии записи своего второго альбома, застенчивый автор песен Ник Дрейк, завязал дружеские отношения с продюсером Джо Бойдом, ставшим наставником молодого замкнутого музыканта. Джо Бойд пригласил к участию в создании пластинки Джона Кейла, бывшего участника влиятельной прото-панк-группы The Velvet Underground, который параллельно с работой над пластинкой Дрейка, принимал участие в записи альбома Desertshore, авангардной исполнительницы Нико. Кейл дополнил оригинальное звучание композиции, сопровождаемое одной акустической гитарой автора, партиями фортепиано, органа и челесты, к чему, первоначально Ник отнёсся скептически. В итоге, звучание завершённой композиции произвело сильное впечатление на Дрейка, оставшегося довольным дополнениями Кейла. Сингл «Northern Sky», как и сопровождаемый им альбом Bryter Layter, не имели коммерческого успеха, отсутствовавшего и у последующего лонгплея исполнителя, и совершенно не были замечены современниками. Только в 1980-х годах музыкальные критики стали отмечать «Northern Sky», как одну из самых значительных песен Дрейка, о котором к тому времени многие забыли. Биограф Патрик Хумфрис, описывал композицию, как «самое прекрасное» творение Ника Дрейка. Британский писатель Тревор Дэнн, высказывал мнение, что песня, возможно была вдохновлена курением гашиша, который Дрейк использовал, чтобы изолироваться от внешнего мира. Дэнн указывал, что, возможно, Ник, решивший покончить с курением, снова вернулся к старой привычке после контакта с Кейлом, который боролся в то время с героиновой зависимостью. После того, как Bryter Layter «потерпел крах», Дрейк редко покидал свою квартиру, отлучаясь лишь для того, чтобы отыграть плохо посещаемые концерты и купить наркотики.

## Участники записи
- Ник Дрейк — вокал, акустическая гитара
- Джон Кейл — челеста, фортепиано, орган Хаммонда
- Дэйв Пэдж — бас-гитара
- Майк Ковальский — барабаны

## Песня в популярной культуре
В 2001 году «Northern Sky» была озвучена в заключительной сцене фильма «Интуиция».